# Holochlora paradoxa
Holochlora paradoxa är en insektsart som beskrevs av Heinrich Hugo Karny 1926. Holochlora paradoxa ingår i släktet Holochlora och familjen vårtbitare. Inga underarter finns listade i Catalogue of Life.